# Bahnstrecke Köln-Sülz–Berrenrath
| Die Schwarze Bahn heute. Gestrichelt sind nicht mehr existente Gleisabschnitte |                                               |                                               |                                               |
| Kursbuchstrecke: | 251a (1946) 251 (Köln-Sülz – Hermülheim 1946) |                                               |                                               |
| Streckenlänge: | 12,9 km                                       |                                               |                                               |
| Spurweite: | 1435 mm (Normalspur)                          |                                               |                                               |
| Maximale Neigung: | 1:42 ‰                                        |                                               |                                               |
| Streckengeschwindigkeit: | 40 km/h                                       |                                               |                                               |
| |                                               |                                               |                                               |
| \| \| 0,0 \| Köln-Sülz \| Köln-Sülz \| \| \| 1,03 \| Köln-Gottesweg \| Köln-Gottesweg \| \| \| \| \| \| \| \| \| Köln-Eifeltor Übergabebahnhof \| \| \| \| \| Verbindung zum Güterbahnhof Eifeltor \| \| \| \| \| Linke Rheinstrecke \| \| \| \| \| Abzweig zum Übergabebahnhof Köln-Eifeltor \| \| \| \| \| \| \| \| \| \| Kreuzung Luxemburger Straße/Militärringstraße \| \| \| \| \| Vorgebirgsbahn von Köln-Barbarossaplatz \| \| \| \| 3,0 \| Köln-Klettenberg \| Köln-Klettenberg \| \| \| \| A4 \| \| \| \| 4,43 \| Efferen (ehem. Bf) \| Efferen (ehem. Bf) \| \| \| 6,53 \| Hürth-Hermülheim (bis 1963 Hermülheim) \| Hürth-Hermülheim (bis 1963 Hermülheim) \| \| \| \| ehem. Abzweig der schwarzen Bahn \| \| \| \| \| Kendenich Gbf \| \| \| \| \| \| \| \| \| \| ehem. Verbindungskurve – Gleisdreieck \| \| \| \| \| Heutiger Beginn der schwarzen Bahn \| \| \| \| \| Fischenich \| \| \| \| \| Einfädlung der heutigen schwarzen Bahn \| \| \| \| \| Vorgebirgsbahn nach Brühl \| \| \| \| \| Anschlussbahn Vereinigte Ville \| \| \| \| 7,73 \| Hürtherberg \| Hürtherberg \| \| \| 8,43 \| Hürth \| Hürth \| \| \| 9,15 \| Hürther Talmühle (Blockstelle) \| Hürther Talmühle (Blockstelle) \| \| \| \| Anschlussbahn Chemiepark Knapsack \| \| \| \| \| heutige Infrastrukturgrenze HGK-RWE \| \| \| \| \| heutige Streckenführung (Anschlussbahn) \| \| \| \| 10,35 \| Knapsack \| Knapsack \| \| \| 11,30 \| Goldenbergwerk \| Goldenbergwerk \| \| \| \| Anschlussbahn Vereinigte Ville \| \| \| \| 12,30 \| Berrenrath \| Berrenrath \| \| \| 12,95 \| Übergabebf. Vereinigte Ville \| Übergabebf. Vereinigte Ville \| |                                               |                                               |                                               |
| Kopfbahnhof Streckenanfang (Strecke außer Betrieb) | 0,0                                           | Köln-Sülz                                     | Köln-Sülz                                     |
| Haltepunkt / Haltestelle (Strecke außer Betrieb) | 1,03                                          | Köln-Gottesweg                                | Köln-Gottesweg                                |
| Verschwenkung von links (Strecke außer Betrieb) |                                               |                                               |                                               |
| Strecke (außer Betrieb) · Betriebs-/Güterbahnhof Streckenanfang (Strecke außer Betrieb) |                                               | Köln-Eifeltor Übergabebahnhof                 | Köln-Eifeltor Übergabebahnhof                 |
| Strecke (außer Betrieb) · Abzweig geradeaus und nach rechts (Strecke außer Betrieb) |                                               | Verbindung zum Güterbahnhof Eifeltor          | Verbindung zum Güterbahnhof Eifeltor          |
| Strecke (außer Betrieb) · Kreuzung geradeaus oben (Strecken außer Betrieb) |                                               | Linke Rheinstrecke                            | Linke Rheinstrecke                            |
| Verschwenkung nach links (Strecke außer Betrieb) · Verschwenkung nach rechts (Strecke außer Betrieb) |                                               | Abzweig zum Übergabebahnhof Köln-Eifeltor     | Abzweig zum Übergabebahnhof Köln-Eifeltor     |
| Strecke (außer Betrieb) |                                               |                                               |                                               |
| Bahnübergang (Strecke außer Betrieb) |                                               | Kreuzung Luxemburger Straße/Militärringstraße | Kreuzung Luxemburger Straße/Militärringstraße |
| Abzweig ehemals geradeaus und von rechts |                                               | Vorgebirgsbahn von Köln-Barbarossaplatz       | Vorgebirgsbahn von Köln-Barbarossaplatz       |
| Überleitstelle / Spurwechsel | 3,0                                           | Köln-Klettenberg                              | Köln-Klettenberg                              |
| Strecke mit Straßenbrücke |                                               | A4                                            | A4                                            |
| Haltepunkt / Haltestelle | 4,43                                          | Efferen (ehem. Bf)                            | Efferen (ehem. Bf)                            |
| Bahnhof | 6,53                                          | Hürth-Hermülheim (bis 1963 Hermülheim)        | Hürth-Hermülheim (bis 1963 Hermülheim)        |
| Verschwenkung nach links und ehemals nach rechts |                                               | ehem. Abzweig der schwarzen Bahn              | ehem. Abzweig der schwarzen Bahn              |
| Betriebs-/Güterbahnhof Strecke bis hier außer Betrieb · Strecke |                                               | Kendenich Gbf                                 | Kendenich Gbf                                 |
| Verschwenkung nach links · Verschwenkung nach links |                                               |                                               |                                               |
| Strecke von links (außer Betrieb) · Abzweig geradeaus und ehemals nach rechts · Strecke |                                               | ehem. Verbindungskurve – Gleisdreieck         | ehem. Verbindungskurve – Gleisdreieck         |
| Abzweig ehemals geradeaus und von links · Abzweig geradeaus und von rechts · Strecke |                                               | Heutiger Beginn der schwarzen Bahn            | Heutiger Beginn der schwarzen Bahn            |
| Strecke · Dienststation / Betriebs- oder Güterbahnhof · Bahnhof |                                               | Fischenich                                    | Fischenich                                    |
| Strecke · Strecke nach links · Abzweig geradeaus und von rechts |                                               | Einfädlung der heutigen schwarzen Bahn        | Einfädlung der heutigen schwarzen Bahn        |
| Strecke nach links · Strecke von rechts · Strecke nach links |                                               | Vorgebirgsbahn nach Brühl                     | Vorgebirgsbahn nach Brühl                     |
| Kreuzung geradeaus unten (Querstrecke außer Betrieb) |                                               | Anschlussbahn Vereinigte Ville                | Anschlussbahn Vereinigte Ville                |
| ehemaliger Haltepunkt / Haltestelle | 7,73                                          | Hürtherberg                                   | Hürtherberg                                   |
| ehemaliger Bahnhof | 8,43                                          | Hürth                                         | Hürth                                         |
| ehemaliger Haltepunkt / Haltestelle | 9,15                                          | Hürther Talmühle (Blockstelle)                | Hürther Talmühle (Blockstelle)                |
| Abzweig geradeaus und nach links |                                               | Anschlussbahn Chemiepark Knapsack             | Anschlussbahn Chemiepark Knapsack             |
| Grenze |                                               | heutige Infrastrukturgrenze HGK-RWE           | heutige Infrastrukturgrenze HGK-RWE           |
| Abzweig ehemals geradeaus und nach rechts |                                               | heutige Streckenführung (Anschlussbahn)       | heutige Streckenführung (Anschlussbahn)       |
| Haltepunkt / Haltestelle (Strecke außer Betrieb) | 10,35                                         | Knapsack                                      | Knapsack                                      |
| Haltepunkt / Haltestelle (Strecke außer Betrieb) | 11,30                                         | Goldenbergwerk                                | Goldenbergwerk                                |
| Kreuzung geradeaus unten (Strecken außer Betrieb) |                                               | Anschlussbahn Vereinigte Ville                | Anschlussbahn Vereinigte Ville                |
| Bahnhof (Strecke außer Betrieb) | 12,30                                         | Berrenrath                                    | Berrenrath                                    |
| Betriebs-/Güterbahnhof Streckenende (Strecke außer Betrieb) | 12,95                                         | Übergabebf. Vereinigte Ville                  | Übergabebf. Vereinigte Ville                  |

Die Bahnstrecke Köln-Sülz–Berrenrath (Schwarze Bahn) ist eine eingleisige, zeitweise elektrifizierte und heute teilweise stillgelegte Nebenbahn in Nordrhein-Westfalen, die ursprünglich von Köln-Sülz nach Berrenrath führte und zum Stammnetz der Köln-Bonner Eisenbahnen (KBE) gehörte. Heute ist noch die Teilstrecke zwischen Hürth-Kendenich und Hürth-Knapsack in Betrieb, auf welcher noch Güterverkehr stattfindet.
Infrastrukturbetreiber der Strecke sind heute die Häfen und Güterverkehr Köln (HGK) bzw. im Bereich Knapsack die Rheinisch-Westfälische Elektrizitätswerke (RWE).

## Geschichte

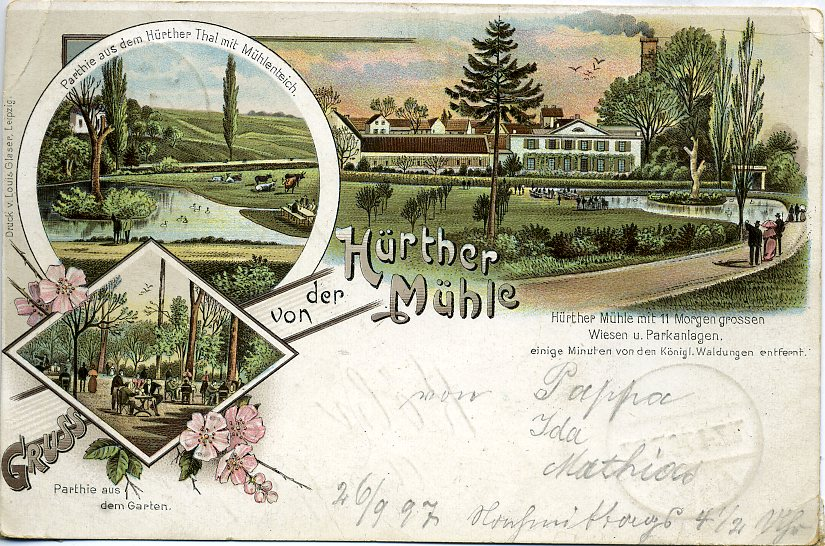
Restauration Hürther Talmühle (1897) am Oberlauf des Duffesbaches

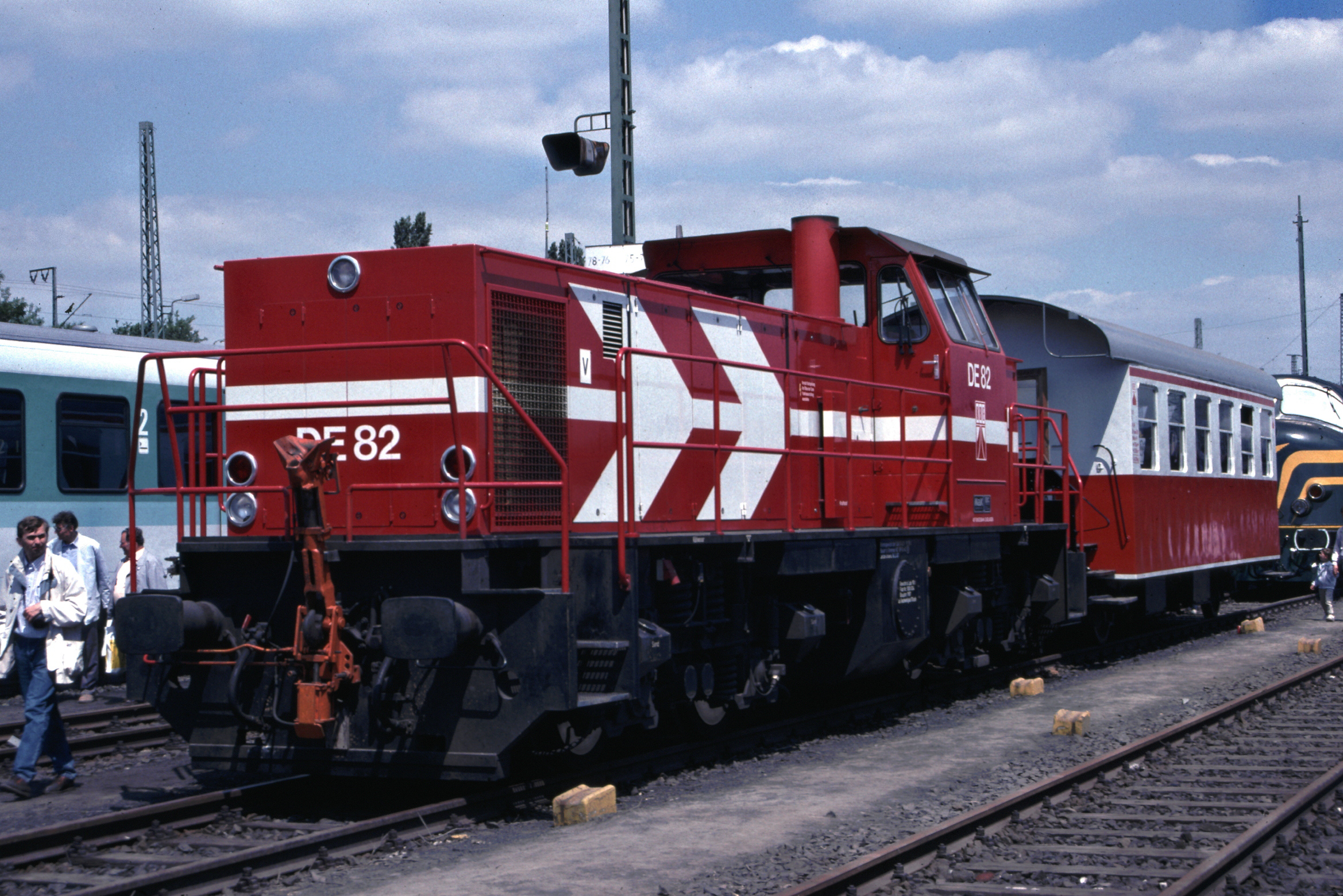
Lok DE 82 der KBE in Köln-Gereon. Bei dem Talbot-Personenwagen hinter der Lok handelt es sich um einen ehemaligen Personenwagen 101 der Schwarzen Bahn aus den 1950er Jahren

Schon kurz vor 1900 hatte der Hürther Brauereibesitzer Theodor Firmenich Pläne, auf eigene Kosten eine Nebenstrecke durch das Hürther Tälchen über den Haltepunkt/Gaststätte Talmühle hinauf auf die Villenhöhe zum Ausflugslokal Kranzmaar an der Luxemburger Straße zu bauen, um so vom Ausflugsverkehr der Kölner auf der Vorgebirgsbahn etwas abzubekommen. Er erhielt auch 1901 die Konzession dazu. Erst der Aufschluss des Braunkohlefeldes Vereinigte Ville und der Bau der Kalkstickstoff-Fabrik, die diese Braunkohle-Energie nutzte, brachte 1906 diese Pläne wieder voran. Ein entsprechender Antrag der Orte Hürth, Knapsack, Berrenrath und der Vereinigten Ville von 1910 wurde durch den Landkreis Köln aufgrund des hohen Verkehrsaufkommens mit Köln unterstützt. Die Cöln-Bonner Kreisbahnen, Vorgängerin der KBE, griffen im Mai 1911 in einer Denkschrift die Pläne für den Bau einer elektrifizierten Strecke auf, die nur für Personen- und Stückgutverkehr vorgesehen sein sollte, da die Firmen über die Villebahn erschlossen waren.
Aber erst aufgrund der „kriegswichtigen Bedeutung“ der Knapsacker Industriebetriebe 1912–1914 war das Kraftwerk Goldenberg dazugekommen, konnte die Strecke 1915 genehmigt, ab Mitte 1917 errichtet und noch im Kriegsjahr 1918 am 27. Juli fertiggestellt und am 19. Dezember 1918 der fahrplanmäßige Verkehr aufgenommen werden. Da die Grube Louise einen Anschluss an den Endbahnhof Berrenrath beantragt hatte, wurde die Konzession auf Güterverkehr erweitert und die zuerst vorgesehene Meterspur fallen gelassen. Zunächst führte die Strecke nur von Hermülheim-Süd nach Berrenrath. Der Güterverkehr wurde über den Bahnhof Kendenich/Vochem und die Querbahn zum Hafen Wesseling Rheinwerft abgewickelt. Sieben Jahre später, im Jahre 1925, wurde die Schwarze Bahn bis nach Köln-Sülz verlängert, nachdem auch dort auf Normalspur umgestellt war. Die starke Steigung der Strecke auf dem Weg nach Berrenrath erforderte dabei mitunter sogar ein Nachschieben der Züge.
Die Inbetriebnahme des Werksteils Hürth des Chemiepark Knapsack machte 1960 eine Streckenverlegung nötig. Um einen Gleisanschluss herstellen zu können, wurde die Trasse ab dem Bahnhof Hürth höher gelegt. Vor der neuen Überführung über die Bergstraße zweigte nun ein Anschlussgleis von circa einem Kilometer Länge zum Chemiepark ab.
Der von 1918 bis 1968 durchgeführte Personenverkehr mit dunkelgrünen Personenwagen, gezogen von Dampf- und später Diesellokomotiven, diente vorrangig der Beförderung der Industriearbeiter nach Knapsack und Berrenrath. Der Haltepunkt Knapsack hatte sogar eine Bahnhofsgaststätte, deshalb und wegen des bedeutenden Fahrgastaufkommens zum Schichtwechsel hieß der Haltepunkt im Volksmund einfach Bahnhof Knapsack. Die Gaststätte wurde nach Einstellung des Personenverkehrs, nach 1975 aufgegeben.

## Auslaufen des Personenverkehrs
1952 wurde von der KBE die Buslinie D von Berrenrath zum Barbarossaplatz eingerichtet, fortan ging das Aufkommen auf der Bahnstrecke, außer zu den Schichtwechselzeiten, zurück. Durch den steigenden Wohlstand wurden von den Werksangehörigen verstärkt eigene Fahrzeuge angeschafft, und die Zahlen gingen ab 1956 weiter stark zurück, sodass von bis dato 23 Personenzügen ab Sommerfahrplan 1958 sieben in den verkehrsärmeren Zeiten gestrichen wurden und an Sonn- und Feiertagen ganz. 1960 wurde zuerst die Beförderung von Hermülheim bis Köln-Sülz aufgegeben und es blieben noch sechs Züge. 1964/65 wurde der Samstagsverkehr eingestellt. Bei einer Verkehrszählung im September 1968 wurden nur noch im Durchschnitt 240 Fahrgäste (jeweils hin und zurück) gezählt. Damit war das Schicksal für den Personenverkehr besiegelt. Der letzte Zug fuhr am Freitag, dem 13. Dezember 1968, um 16.52 Uhr in den Bahnhof Hürth-Hermülheim ein. Nach Aufgabe des Personenverkehrs wurden die Bahnhöfe und Haltepunkte geschlossen und – da auch der Stückgutverkehr aufgegeben wurde – die Ladegleise zurückgebaut. Lediglich ein Ladegleis im Bf. Hürth wurde noch bis ins Jahr 1986 bedient.

## Güterverkehr
Dennoch spielt der Güterverkehr auf der Schwarzen Bahn bis heute eine wichtige Rolle. Insbesondere der Werksteil Hürth des Chemieparks mit seiner „Chlor-Fabrik“ wird mit Salzfuhren vom Wesselinger Hafen her bedient. Chemieprodukte werden mit Kesselwagen zu- und abgefahren. Die Strecke nach Knapsack wird weniger genutzt. Vor allem die Papierfabrik UPM Hürth lässt Altpapier anfahren und Zeitungspapierrollen abfahren.
Parallel zur Strecke verlief lange Zeit eine Teilstrecke der Villebahn (Werksbahn der Rheinbraun). Als diese im Dezember 1972 aufgegeben werden musste, um den Tagebau Theresia erweitern zu können, wurden die Verkehre auf die Schwarze Bahn verlagert. Doch auch die Schwarze Bahn musste abermals verlegt werden. Die Trasse wurde höher gelegt und im oberen Teil an den Rand der ehemaligen Gruben verschoben. Außer dem Streckenausbau für stärkere Belastungen (Achslast bis zu 25 t) folgte 1972 die teilweise Streckenelektrifizierung. Damit konnten die Güterzüge der Rheinbraun nun auch auf der Schwarzen Bahn verkehren. Weiterhin bestanden nun Gleisverbindungen zur Nord-Süd-Kohlenbahn der Rheinbraun sowie zu einigen Werken des Chemieparks Hürth-Knapsack, die im Jahr 1985 um eine direkte Verbindung zwischen den beiden Teilen des Chemieparks ergänzt wurden.
Die Fahrleitung wurde im Januar 1987 abgeschaltet und später demontiert.
Die Schwarze Bahn wird heute nur noch über Kendenich Gbf an die Vorgebirgsbahn und damit an die Querbahn zum Hafen Godorf angeschlossen. Die Abzweigstrecken Hürth-Hermülheim – Köln-Sülz und von K-Klettenberg zum (Übergabe-)Bahnhof Köln Eifeltor wurden für EBO-Fahrzeuge stillgelegt und abgebaut.
Mit der Inbetriebnahme eines Containerterminals für den Kombinierten Ladungsverkehr im Chemiepark Knapsack im Jahre 2002 verkehren heute auch Containerganzzüge über die Schwarze Bahn.

## Ausblick
Es bestehen Pläne, einen Schienen-Personenverkehr abzweigend von der Strecke über den Hürther Bogen zum Zentralen Busbahnhof am Einkaufszentrum Hürth Park einzurichten. Entsprechende Trassen wurden freigehalten.

## Namensherkunft
Die genaue Herkunft des Namens ist nicht geklärt. Zum einen fuhr die Bahn mit Dampflokomotiven die Personenzüge, während die Vorgebirgsbahn, die „Weiße Bahn“, mit weißen Elektrotriebwagen betrieben wurde. Außerdem transportierte die Schwarze Bahn auf ihrer Strecke Kohle und Briketts. Wahrscheinlicher ist aber, dass die starke Rußentwicklung maßgeblich für den Namen war, die die elektrisch betriebene Weiße Bahn nicht hatte.

## Betriebsstellen
| Kilometer | Bahnhof – Haltepunkt                                           |
| --------- | -------------------------------------------------------------- |
| 0,00      | Bf Köln-Sülz                                                   |
| 1,03      | Hp Gottesweg                                                   |
| 2,95      | Gbf Klettenberg                                                |
| 4,43      | Bf Efferen                                                     |
| 6,53      | Bf (Hürth-)Hermülheim                                          |
| 7,73      | Hp Hürtherberg                                                 |
| 8,43      | Bf Hürth                                                       |
| 9,15      | Hp Hürther Talmühle (Blockstelle)                              |
| 10,35     | Hp Knapsack                                                    |
| 11,30     | Hp Goldenbergwerk                                              |
| 12,30     | Bf Berrenrath                                                  |
| 12,95     | Übergabebf. Louise & Concordia; & Übergabebf. Vereinigte Ville |